# クリストファー・マーロウ
クリストファー・マーロウ（Christopher Marlowe、洗礼日1564年2月26日 - 1593年5月30日）は、イギリス（イングランド）の劇作家、詩人、翻訳家。大学才人。エリザベス朝時代に活躍。華麗な無韻詩（ブランクヴァース）で知られる。代表的戯曲は『フォースタス博士』(Doctor Faustus)、『エドワード二世』(Edward II)など。シェイクスピアに先がけて、エリザベス朝演劇の基礎を築いた人物の一人。（クリストファー・マーローなどとも表記される）

## 生涯
イングランド東部の都市、カンタベリー出身。貧しい靴屋の子として生まれるが奨学金を受けてケンブリッジ大学に入学。聖職者となることを期待されるが、マーロウ自身は聖職や神学に興味を示さず、もっぱら文学に傾倒した。大学入学直後から戯曲執筆をはじめており、『カルタゴの女王ダイドー』は在学中に書かれたものといわれる。またローマ時代の詩人オヴィディウスの「恋愛詩集」や、ルカヌスの「ファルサリア」第一部の英訳も行っている。
1587年7月に大学卒業。このとき度重なる長期欠席や国家転覆の陰謀に関与したという噂のため、修士号授与を取り消されそうになるが、高官のコネを使って切り抜ける（詳しくは次節参照）。卒業後、文筆活動を本格的に開始した。
劇作家としての最初の成功は、1587年に上演した『タンバレイン大王』によって得られた。これは中央アジアの征服者ティムールの生涯を題材とし、野心と征服欲をテーマとする伝奇悲劇である。直後には同作品の第二部を発表した。次作は正確には不明だが、ドイツのファウスト伝説を元に執筆した『フォースタス博士』と言われている。この作品は当時の主流スタイルである五幕物で、ファウストを題材にした戯曲としては世界初と言われている。ほかに金銭欲の権化であるユダヤ人バラバスの策謀と破滅を描いた『マルタ島のユダヤ人』、サン・バルテルミーの虐殺を素材とした『パリの虐殺』、そして『エドワード二世』がある。これらの正確な執筆年代はすべて不明である。
一時同居していたというトマス・キッドをはじめ、ロバート・グリーン、トマス・ナッシュ、ジョージ・チャップマン、トマス・ワトスンなど同時代の多くの文学者と交流があった。1593年5月、居酒屋で喧嘩に巻き込まれて不慮の死を遂げたといわれる（詳しくは次節参照）。29歳であった。

## マーロウをめぐる謎と伝説
マーロウの生涯と死をめぐる事情には多くの謎や伝説がある。

### 大学の長期休学
マーロウは1584年以降、少なくとも二度にわたり大学を無断で長期欠席した。しかもこの長期欠席のあいだに、密かにフランスへ渡り、ランスにあったカトリック教徒の秘密結社に加入し、女王打倒の陰謀に加わったという噂が流れた。これが修士号授与の際に問題とされ、大学によって事情を査問されたが、マーロウの回答は大学側を納得させるものではなかった。マーロウはとある高官（名は知られていない）のコネを使ったらしく、まもなく枢密院からマーロウが「女王のために多大な働きをした」と記した書簡が送られてきた。これによってマーロウは修士号を得ることができた。
この長期休学中に、マーロウが女王の諜報機関の活動に関与していたという説があるが、この説は一定の支持を得ている。彼が頼ったとされる高官については、諜報機関の長であったフランシス・ウォルシンガムであったと考えられており、さらに彼は単に諜報に従事しただけでなく、敵方にも情報を流す二重スパイであったという説もとなえられている。

### 無頼生活
大学卒業後のマーロウは無頼な生活を送っていた。たとえば1589年には、マーロウの隣人とトマス・ワトスンとの間で起きた致死事件に巻き込まれて投獄される。無罪が判明してすぐに釈放されるが、獄中で偽金作りと知り合ったらしく、釈放後に「自分は貨幣の作り方を知っており、イングランド女王と同じ程度にそれを作る能力を持っている」と公言してまわったため、当局の不興を買ってブラックリストに記載された。また1592年にロンドンで二人の巡査を脅し、「脅迫行為を再び行った場合は罰金を払うこと」という誓約を命じられている。さらに当時の通念では非常に反社会的な思想と見なされた無神論を奉じているという噂があった。同様に当時おそるべき悪徳とされていた同性愛者であったという噂もあり、学者の間でも議論の対象ではあるが、確実な証拠はない。

### 謎の最期
1593年5月5日、ロンドンのオランダ人墓地に外国人襲撃を扇動する無記名文書が貼り出された。当局はこれを問題視し、5月11日に不審者の逮捕と拷問が認められた。翌日マーロウの友人トマス・キッドが捕らえられ、その住居から無神論的な言説を記した紙片が発見された。キッドはこれを、一時同居していたマーロウのものであると主張した。そこで5月18日、当局はマーロウに逮捕状を出した。彼はケント州で逮捕されたが、なぜか投獄や拷問はされず、ただ毎日枢密院へ出頭することを命じられただけであった。なお時期は不明であるが、このころリチャード・ペインズという人物が、マーロウの涜神的言動を記した長大なリストを当局に提出している。
5月30日夜、マーロウはロンドン近郊のデットフォード村の居酒屋にいた。そこでマーロウと3人の客のあいだで勘定争いの喧嘩が起き、そのひとりイングラム・フライザーがマーロウの眉間をナイフで突き刺して殺害した。
当局はこれを単なる事故として処理したが、現在では何者かによる謀殺というのがほぼ定説になっている。
まず、マーロウが学生時代に諜報活動に関わっていたという説があるため、何らかの口封じのために殺されたという説がある。マーロウを殺害したイングラム・フライザーが諜報機関の長であるウォルシンガムの使っていた男であり、事件後の審理で簡単に無罪とされたことが有力な根拠としてあげられる。またマーロウがたびたび公言していた無神論的な言説を根拠として、彼がこのころウォルター・ローリーを中心に存在したといわれる進歩思想（当時は無神論とほぼ同義）サークル「夜の学派」に関係があり、そちらの口封じのために殺されたという説もある。

## 作品
- 『タンバレイン大王』(Tamburlaine)　千葉孝夫訳　中央書院、1987
- 『フォースタス博士』(Doctor Faustus)　小田島雄志　訳　白水社、エリザベス朝演劇集1 1995
- 『マルタ島のユダヤ人』(The Jew of Malta)　同上
- 『エドワード二世』(Edward II)　千葉孝夫訳　北星堂書店、1980、永石憲吾訳  英潮社事業出版、1980
- 『パリの虐殺』(The Massacre at Paris)　　同上
- 『カルタゴの女王ダイドー』(Dido, Queen of Carthage)　千葉孝夫訳　松柏社、1983